# Diferenciální kódování Manchester
Diferenciální kódování Manchester (anglicky Differential Manchester Coding) je jedním ze způsobů kódování používaném při synchronním přenosu. Hodinový signál potřebný pro synchronní přenos je přitom začleněn přímo do přenášených dat. Tím pádem dochází k průběžné synchronizaci odesílatele a příjemce a zároveň není potřeba vést hodinový signál po samostatné lince. V názvu je použito slovo diferenciální, neboť na rozdíl od klasického manchesterského kódování jsou jednotlivé bity (0 nebo 1) kódovány přítomností nebo absencí přechodu.
Mezi hlavní výhody tohoto kódování patří:
- U zašuměného signálu je detekce přechodů méně náchylná na chyby než srovnání aktuální hodnoty signálu s krajními mezemi
- Důležitý je pouze přechod samotný, nikoli jeho směr. Toto kódování tedy funguje správně i pokud se změní polarita signálu - například prohozením linek spojení.

Mějme původní signál rozdělený na intervaly, ve kterých nabývá hodnot 0 nebo 1. Bit 1 se zakóduje tak, že první polovina intervalu je stejná jako druhá polovina předchozího intervalu (na začátku intervalu tedy nedochází k přechodu). Bit 0 se zakóduje tak, že první polovina intervalu je opačná než druhá polovina předchozího intervalu (na začátku intervalu dochází k přechodu). Uprostřed intervalu dochází vždy k přechodu, nezávisle na tom, zda se jedná o bit 0 nebo 1.
Je také možné prohodit způsob kódováni 0 a 1, oba způsoby jsou rovnocenné.

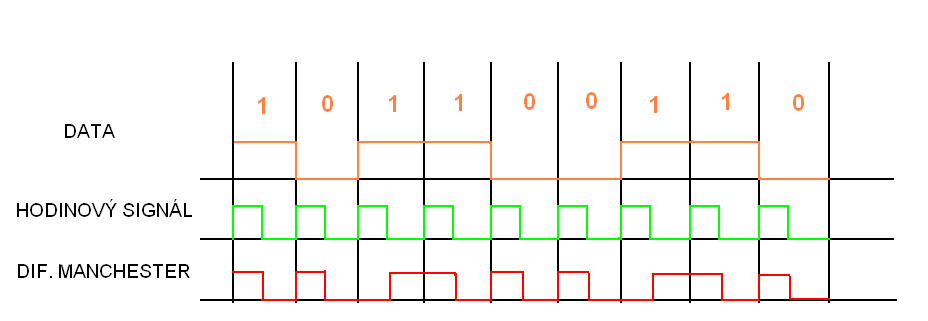
Diferenciální kódování Manchester

Z hlediska využití přenosové cesty není toto kódování příliš šetrné, neboť na každý přenášený bit (přechod signálu) připadá jeden synchronizační přechod. Je tedy zapotřebí dvojnásobné přenosové kapacity.
Diferenciální kódování Manchester je popsáno ve standardu IEEE 802.5 pro sítě Token Ring. Využívá se také v jiných případech, například v magnetických nebo optických záznamových médiích.